# Sancoins
Sancoins é uma comuna francesa na região administrativa do Centro, no departamento Cher. Estende-se por uma área de 53,44 km². Em 2010 a comuna tinha 3 059 habitantes (densidade: 57,2 hab./km²).